# Estación de Céroux-Mousty
La estación de Céroux-Mousty es una estación de tren belga situada en Ottignies-Louvain-la-Neuve, en la provincia del Brabante Valón, región Valona.
Pertenece a la línea  de S-Trein Charleroi.

## Situación ferroviaria
La estación se encuentra en la línea 140 (Ottignies-Charleroi).

## Intermodalidad
| Línea | Procedencia    | Parada        | Destino       |
| ----- | -------------- | ------------- | ------------- |
| 19    | OTTIGNIES Gare | MOUSTY Église | NIVELLES Gare |
| 28    | OTTIGNIES Gare | MOUSTY Église | GENAPPE Gare  |